# Borderlands (serie)
Borderlands er en action-rollespil first-person shooter computerspil franchise i et space western science fantasy-univers, skabt og produceret af Gearbox Software og udgivet af 2K til flere platforme. Serien består af syv spil, hver med flere digital udvidelsespakker: Borderlands (2009), Borderlands 2 (2012), Borderlands: The Pre-Sequel (2014) og Borderlands 3 (2019) af 2K Australia. Borderlands 2: Tiny Tina's Wonderlands (2022) er en spinoff baseret på Borderlands 2's DLC "Borderlands 2: Tiny Tina's Assault on Dragon Keep". Tales from the Borderlands (2014–2015) er et episodisk grafisk eventyrspil fra Telltale Games og efterfølges af New Tales from the Borderlands (2022), udviklet af Gearbox Software.

## Hovedserie
| 2009      | Borderlands                                       |
| 2010–2011 |                                                   |
| 2012      | Borderlands 2                                     |
| 2012      | Borderlands Legends                               |
| 2013      | Borderlands 2: Tiny Tina's Assault on Dragon Keep |
| 2014      | Borderlands: The Pre-Sequel                       |
| 2014      | Tales from the Borderlands                        |
| 2015      | Borderlands: The Handsome Collection              |
| 2016–2018 |                                                   |
| 2019      | Borderlands 3                                     |
| 2020      | Borderlands Legendary Collection                  |
| 2021      |                                                   |
| 2022      | Tiny Tina's Wonderlands                           |
| 2022      | New Tales from the Borderlands                    |
| 2023–2024 |                                                   |
| 2025      | Borderlands 4                                     |

### Borderlands
Borderlands blev udgivet i 2009 og kombinerer traditionelt first-person shooter med karakteropbygnings-elementer fra rollespil, hvilket fik Gearbox til at kalde spillet en "role-playing shooter". Spillere vælger at spille som en af fire karakterer: Lilith the Siren, Mordecai the Hunter, Brick the Berserker og Roland the Soldier. Spillet tildeler erfaringspoint for dræbte fjender og fuldførte opgaver og opmuntrer til dygtigt gameplay ved at give bonusser for sværere handlinger som for eksempel drab ved skud i hovedet. Optjente erfaringer bidrager til at nå tærsklen for det næste level. Når man stiger i level, får spilleren ekstra "skill points", som bruges til at vælge forskellige færdigheder, der muliggør specialisering af karakteren.

### Borderlands 2
Efterfølgeren til Borderlands, udgivet i 2012, videreførte universet og gameplay-mekanikkerne fra sin forgænger. Igen styrer spillere en af fire (eller med DLC, seks) Vault Hunters, mens de fire spilbare karakterer fra det oprindelige spil genoptræder som ikke-spilbare karakterer. Historien, skrevet af Anthony Burch, fokuserer på spillernes kamp mod Handsome Jack, den megalomane CEO for Hyperion Corporation, som søger kontrol over Pandoras mineralrigdomme og fremmede artefakter.

### Borderlands: The Pre-Sequel
Borderlands: The Pre-Sequel blev annonceret i april 2014, udviklet af 2K Australia og udgivet til PS3, Xbox 360 og Microsoft Windows PC i oktober 2014 samt til Mac OS senere samme år. Spillet foregår på Elpis, Pandoras måne, og historien der udspiller sig mellem begivenhederne i de første to spil dækker Handsome Jacks opstigning til magten. Spillet introducerer fire af Jacks håndlangere som spilbare karakterer: Athena the Gladiator, Wilhelm the Enforcer, Nisha the Lawbringer og robotten Claptrap, også kendt som "the Fragtrap". Jacks dobbeltgænger Timothy Lawrence og Sir Hammerlocks søster Aurelia blev senere tilføjet som DLC-spilbare karakterer. Nye spilmekanikker inkluderer brugen af ilttanke og et boost-hop.

### Borderlands 3
Borderlands 3 blev udgivet den 13. september 2019 til Microsoft Windows, PlayStation 4 og Xbox One.

### Borderlands 4
Borderlands 4, udviklet af Gearbox, er planlagt til udgivelse i 2025 på PlayStation 5, Xbox Series X og Series S samt Windows.